# Marciel Silva da Silva
Marciel Silva da Silva (Porto Alegre, 8 marzo 1995) è un calciatore brasiliano, centrocampista dell'HAGL.

## Caratteristiche tecniche
È un centrocampista centrale.

## Carriera
Ha esordito il 28 giugno 2015 con la maglia del Corinthians in un match vinto 2-1 contro il Figueirense.

## Statistiche

### Presenze e reti nei club
Statistiche aggiornate all’8 novembre 2017.
| Stagione        | Squadra         | Campionato      | Campionato | Campionato | Coppe nazionali | Coppe nazionali | Coppe nazionali | Coppe continentali | Coppe continentali | Coppe continentali | Altre coppe | Altre coppe | Altre coppe | Totale | Totale | Totale |
| Stagione        | Squadra         | Comp            | Pres       | Reti       | Comp            | Pres            | Reti            | Comp               | Pres               | Reti               | Comp        | Pres        | Reti        | Pres   | Reti   |        |
| --------------- | --------------- | --------------- | ---------- | ---------- | --------------- | --------------- | --------------- | ------------------ | ------------------ | ------------------ | ----------- | ----------- | ----------- | ------ | ------ | ------ |
| 2015            | Corinthians     | A+PAU           | 4+0        | 1+0        | CB              | 0               | 0               | CS                 | 0                  | 0                  |             | -           | -           | 4      | 1      |        |
| 2016            | Cruzeiro        | A+MIN           | 1+1        | 0          | CB              | 0               | 0               |                    | -                  | -                  |             | -           | -           | 2      | 0      |        |
| 2016            | Corinthians     | A+PAU           | 3          | 0          | CB              | 0               | 0               |                    | -                  | -                  |             | -           | -           | 3      | 0      |        |
| 2017            | Corinthians     | A+PAU           | 1+3        | 0          | CB              | 1               | 0               | CS                 | 2                  | 0                  |             | -           | -           | 7      | 0      |        |
| Totale carriera | Totale carriera | Totale carriera | 13         | 1          |                 | 1               | 0               |                    | 2                  | 0                  |             | -           | -           | 16     | 0      |        |

## Palmarès
- Campionato brasiliano: 1

Corinthians: 2015
- Campionato paulista: 1

Corinthians: 2017